# Covelo do Gerês
Covelo do Gerês é uma povoação portuguesa sede da Freguesia de Covelo do Gerês do Município de Montalegre, freguesia com 10,4 km² de área e 166 habitantes (censo de 2021), tendo, por isso, uma densidade populacional de 16 hab./km²

## Demografia
A população registada nos censos foi:
| Distribuição da População por Grupos Etários | Distribuição da População por Grupos Etários | Distribuição da População por Grupos Etários | Distribuição da População por Grupos Etários | Distribuição da População por Grupos Etários |
| -------------------------------------------- | -------------------------------------------- | -------------------------------------------- | -------------------------------------------- | -------------------------------------------- |
| Ano                                          | 0-14 Anos                                    | 15-24 Anos                                   | 25-64 Anos                                   | > 65 Anos                                    |
| 2001                                         | 40                                           | 34                                           | 106                                          | 74                                           |
| 2011                                         | 18                                           | 26                                           | 92                                           | 58                                           |
| 2021                                         | 20                                           | 10                                           | 83                                           | 53                                           |

## Localidades
A freguesia é composta por quatro aldeias: Covêlo do Gerês, Peneda, São Bento de Sexta-Freita e Cruz da Estrada.

## Património
- Igreja Matriz de Covelo do Gerês;
- Capela de São Bento;
- Capela da Paneda.